# Pierre Laureau de Saint-André
Pierre Laureau de Saint-André est un homme politique français né le 26 avril 1748 à Cussy-les-Forges (Yonne) et décédé le 28 mars 1845 à Saint-André-en-Terre-Plaine (Yonne).

## Biographie
Vice-président du département, il est député de l'Yonne de 1791 à 1792. Il devient ensuite maire de Saint-André et s'occupe d'études historiques.

## Sources
- « Pierre Laureau de Saint-André », dans Adolphe Robert et Gaston Cougny, Dictionnaire des parlementaires français, Edgar Bourloton, 1889-1891 [détail de l’édition]